# Nasa connectans
Nasa connectans är en brännreveväxtart som beskrevs av Weigend. Nasa connectans ingår i släktet färgkronor, och familjen brännreveväxter. Inga underarter finns listade i Catalogue of Life.